# Tim Mosmann
Timothy R. Mosmann (Birkenhead, Inglaterra, 7 de março de 1949) é um imunologista e microbiologista britânico.

## Vida
Tim Mosmann estudou química e fisiologia na Universidade de KwaZulu-Natal, onde obteve o bacharelado em 1968 e microbiologia na Universidade de Rhodes, onde obteve um segundo bacharelado em 1969, ambas as universidades na África do Sul. Obteve um Ph.D. em microbiologia em 1973 na Universidade da Colúmbia Britânica, Canadá. Em seguida trabalhou dois anos no Hospital Infantil em Toronto, seguindo em 1975 para a Universidade de Glasgow. Em 1977 foi professor assistente na Universidade de Alberta em Edmonton, Canadá. Em 1982 foi para o Instituto de Pesquisas DNAX em Palo Alto, Califórnia, onde permaneceu até 1990. Foi depois professor de imunologia e mais tarde de imunologia e microbiologia na Universidade de Alberta.
É desde 1998 professor de imunologia e microbiologia na Universidade de Rochester.

## Condecorações
- 1997 Prêmio William B. Coley, com Robert L. Coffman e Stuart F. Schlossman
- 1994 Prêmio Avery Landsteiner
- 2008 Prêmio Paul Ehrlich e Ludwig Darmstaedter[1]